# Brachylophon anastomosans
Brachylophon anastomosans är en tvåhjärtbladig växtart som beskrevs av William Grant Craib. Brachylophon anastomosans ingår i släktet Brachylophon och familjen Malpighiaceae. Inga underarter finns listade i Catalogue of Life.